# デービスグレー
デービスグレー（Davy's Gray）とは、シャドーグレーやグラナイトグレーに近い色で無彩色の一種。色の割合はほぼ黒2：白1である。

## 近似色
- シャドーグレー
- グラナイトグレー